# Кику, Павел Фёдорович
Павел Фёдорович Кику (27 декабря 1956, Уссурийск — 10 апреля 2022, Владивосток) — российский учёный, врач-исследователь, крупный специалист в области медицинской экологии, экологии человека, гигиены, профилактической медицины и организации здравоохранения. Профессор Дальневосточного федерального университета (2011—2022) и Тихоокеанского государственного медицинского университета (2009—2014). Директор департамента общественного здоровья и профилактической медицины Школы медицины Дальневосточного федерального университета в 2017—2022 годах. Доктор медицинских наук, профессор.

## Биография
Родился 27 декабря 1956 года в городе Уссурийске.
Умер 10 апреля 2022 года

### Образование
В 1983 году окончил санитарно-гигиенический факультет Владивостокского государственного медицинского института.
В 1986 году окончил аспирантуру на кафедре социальной гигиены и организации здравоохранения Кемеровского государственного медицинского института. С 1993 года работал в НИИ медицинской климатологии и восстановительного лечения. В 1994 году защитил диссертацию на соискание учёной степени кандидата технических наук по теме "Социально-гигиеническая характеристика здоровья и профилактика заболеваемости шахтеров гидрошахт Кузбасса".
В 2000 году защитил диссертацию на соискание учёной степени доктора медицинских наук.
В 2001 году присвоено учёное звание профессора по специальности "Гигиена".

### Научно-педагогическая карьера
- 1986—1993 — ассистент кафедры социальной гигиены и организации здравоохранения Владивостокского государственного медицинского института
- 1993—2017 — научный сотрудник, старший научный сотрудник, заведующий лабораторией медицинской экологии и рекреационных ресурсов, заместитель директора по научной и клинической работе Научно-исследовательского института медицинской климатологии и восстановительного лечения — Владивостокского филиала Дальневосточного научного центра физиологии и патологии дыхания
- 2002—2009 — заместитель главного врача по научной работе Центра гигиены и эпидемиологии по Приморскому краю
- 2006—2012 — профессор кафедры туризма и гостеприимства Владивостокского государственного университета экономики и сервиса
- 2006—2016 — директор Центра системных медико-экологических исследований г. Владивостока
- 2009—2014 — профессор кафедры медицины труда, гигиенических специальностей и профессиональных болезней Тихоокеанского государственного медицинского университета
- 2011—2022 — профессор Дальневосточного федерального университета
- 2012—2017 — заведующий кафедрой общественного здоровья и профилактической медицины Школы биомедицины Дальневосточного федерального университета
- 2012—2021 — член Ученого совета Школы биомедицины Дальневосточного федерального университета
- с 2013 — член Ученого совета Дальневосточного федерального университета, член постоянной комиссии Ученого совета по кадровым вопросам университета (с 2019)
- с 2013 — член Экспертного совета ВАК при Минобрнауки по секции профилактической медицины
- с 2014 — руководитель магистратуры по направлению "Общественное здравоохранение", руководитель программ аспирантуры по специальностям "Общественное здоровье и здравоохранение" и "Гигиена" Дальневосточного федерального университета
- с 2017 — директор департамента общественного здоровья и профилактической медицины Дальневосточного федерального университета
- с 2021 — член Ученого совета Школы медицины Дальневосточного федерального университета

Длительное время являлся членом Правления Приморского общества гигиенистов и санитарных врачей и Общественного экспертного совета по экологической безопасности, сохранению окружающей среды и воспроизводству биологических ресурсов в Приморском крае, а также членом редколлегий научных журналов "Экология человека" (Scopus), "Здоровье населения и среда обитания" (ВАК), "Бюллетень физиологии и патологии дыхания" (ВАК), "Дальневосточный медицинский журнал" (ВАК), "Вестник общественного здоровья и здравоохранения Дальнего Востока",  "Успехи наук о жизни", "Здоровье. Медицинская экология. Наука". Действительный член Международной академии наук экологии и безопасности жизнедеятельности.
Член экспертного совета Высшей аттестационной комиссии при Минобрнауки РФ по медико-профилактическим наукам.
Заместитель председателей в диссертационных советах при ДВФУ по медицинским наукам №Д 999.195.03 (03.02.03 — Микробиология; 14.02.01 — Гигиена; 14.03.09 — Клиническая иммунология, аллергология) и биологическим наукам №Д 212.056.02 (03.02.08 — экология).
В 2007 г. — кандидат на должность ректора Владивостокского государственного университета экономики и сервиса (ВГУЭС).
В 2019 г. — кандидат в члены-корреспонденты РАН по специальности «Гигиена» (Отделение медицинских наук РАН).
Умер 10 апреля 2022 года в возрасте 65 лет.

## Научная и научно-педагогическая деятельность
Сфера научных интересов П. Ф. Кику лежит в области экологии человека, гигиены окружающей среды, общественного здоровья, организации здравоохранения, системного анализа, медицинский и биостатистики, информационных технологий.
Работая в НИИ медицинской климатологии и восстановительного лечения разработал информационно-аналитическое моделирование медико-экологических процессов здоровья населения, которое позволяет выявить причинно-следственные связи между состоянием здоровья популяции и условиями состояния среды обитания. В дальнейшем создал методологию оценки популяционного здоровья на основе принципов системного анализа, разработки алгоритмов обработки медико-биологической информации и внедрения информационных технологий в эколого-гигиенические исследования. В настоящее время занимается проблемами не только экологии человека, но и социально-гигиенического мониторинга.
Профессор П. Ф. Кику стал одним из организаторов и руководителей научной школы гигиены и экологии человека на Дальнем Востоке. Под его научным руководством защищены 5 докторских и 12 кандидатских диссертаций по различным отраслям наук (медицинские, биологические, технические, геолого-минералогические, экологические науки), тематика которых затрагивала широкий круг гигиенических, социальных и экологических проблем здоровья человека.
Индекс Хирша — 19.

### Научные работы
Автор и соавтор более 500 публикаций, в том числе 17 монографий, 22 изобретений, 14 учебно-методических пособий.
Избранные научные работы:
- Кику П. Ф., Гельцер Б. И. Экологические проблемы здоровья: монография. Владивосток, 2004.
- Веремчук Л. В., Иванов Е. М., Кику П. Ф. Среда обитания и заболеваемость органов дыхания в Приморском крае: монография. Владивосток: Дальнаука, 2008. 218 с.
- Колосов В. П., Манаков Л. Г., Кику П. Ф., Полянская Е. В. Заболевания органов дыхания на Дальнем Востоке России: эпидемиологические и социально-гигиенические аспекты: монография. Владивосток: Дальнаука, 2013. 220 с.
- Кику П. Ф., Веремчук Л. В., Жерновой М. В. Роль экологических и социально-гигиенических факторов в распространении онкологических заболеваний: монография. Владивосток: изд-во ДВФУ, 2012. 200 с.
- Бузинов Р. В., Кику П. Ф., Унгуряну Т. Н., Ярыгина М. В., Гудков А. Б. От Поморья до Приморья: социально-гигиенические и экологические проблемы здоровья населения: монография. Архангельск: изд-во СГМУ, 2016. 397 с.

## Награды и премии
Почетный работник высшего профессионального образования РФ.
Награждён почётными грамотами Российской академии медицинских наук (2004), Администрации г. Владивостока (2006), Губернатора Приморского края (2008).